# Wilhelm (biskup Strasburga)
Wilhelm (zm. 7 listopada 1047 r.) – biskup Strasburga.
Wilhelm był najmłodszym synem Ottona I Karynckiego. Był kapelanem cesarzowej Gizeli Szwabskiej, żony cesarza Konrada II. W 1028 lub 1029 r. został biskupem Strasburga.